# Llac Bileća
El Llac Bileća és un llac artificial del municipi de Bileca, a Bòsnia i Hercegovina. El llac es va crear amb la construcció de la Presa de Grancharevo del riu Trebishtnica, a prop de la ciutat de Bileca, el 1968. La presa té 123 metres d'alçada i una amplada en un pic de 439 metres. És un dels llacs artificials més grans de Bòsnia, amb una longitud de 18 quilòmetres i un ample de 3 a 4 metres. L'àrea total del llac és de 33 km quadrats, depenent del nivell de l'aigua. A la part inferior del llac hi ha un poble abandonat, que va ser evacuat durant la construcció. La profunditat més gran és de 104 metres i es troba a una altitud de 400 metres.